# Língua campa
Campas ou Achanincas (etnônimo brasílico: Ashaninca) é uma língua aruaque falada pelo indígenas campas, que vivem no Peru - ao longo dos rios Apurímac, Ene, Perené e Tambo e seus tributários - e no Brasil - nas Terras Indígenas Campa do Rio Amônia, Campa do Rio Envira, Caxinauá do Rio Humaitá, Caxinauá/Achaninca do rio Breu e Igarapé Primavera, todas no sudoeste do estado do Acre.

## Variantes
Glottolog distingue cinco variantes dialetais da língua: Perené, Pichis, Apurucayali, Pajonal, Ucayali-Yurúa. Essa tipologia foi proposta por David Payne, que, em sua “Apurucayali Axininca gramar”, concluiu tratar-se de variantes da mesma língua.No entanto, no estado atual das pesquisas não se sabe ainda a real extensão da inteligibilidade mútua dessas variantes entre si e com a língua dos campas.

## Generalidades
A linguagem também foi chamada tanto Achaninca como campa- sendo que esta última denominação é considerada ofensiva, uma vez que deriva da palavra thampa, que, nas línguas quíchuas significa raivoso ou sujo. Como todas as línguas que têm predominância em qualquer região do Peru, campa é uma língua oficial na área em que é falada, como prevê a Constituição Peruana.
As taxas de alfabetização variam de 10% a 30%, em comparação com 15% a 25% de alfabetização para a segunda língua, Espanhol.

## Dialetos
O grupo Kampa (pré-andino) da família linguística Aruaque (ou Mairipuana) inclui também o que se chama achaninca, Gran Pajonal Campa, Ashéninka, Achaninca, Machiguenga e Nomatsiguenga. Como são todos sistemas linguísticos intimamente relacionados, a decisão de chamá-los dialetos de uma única língua ou  de línguas diferentes baseia-se em considerações sociais e políticas e não nas semelhanças ou diferenças linguísticas, como em outros lugares do mundo. As tentativas de unificar as variantes com a adoção de uma única norma escrita não foram bem sucedidos. Heitzman afirma que Pajonal e Ucayali são mutuamente inteligíveis, e Payne:14 diz que os falantes de Axninka se comunicam bem com os falantes do Ashéninka Perené, mas não com falantes de Ashéninka Apurucayali.

## Escrita
A língua usa uma forma própria do alfabeto latino, que contém as vogais  A, E, I, O simples e duplas (longas) mas não tem as consoantes B, D, F, G, H (isolada), L, Q (isolada), X, Z. Usam-se as formas consoantes Č/Ch, C/S/K, Qu/K, Sh/X, V/W/Hu